# Gabriel Glissant
Gabriel Glissant, né le 2 octobre 1946 à Fort-de-France et mort le 5 novembre 1992 dans le 5e arrondissement de Paris, est un comédien, réalisateur, et scénariste français.

## Filmographie

### Acteur

#### Cinéma
- 1970 : Soleil Ô
- 1972 : Sex-shop
- 1976 : Chiba Ti Mal Là (doublage en créole)
- 1978 : Et les chiens se taisaient, d’Aimé Césaire
- 1979 : West Indies : Le premier acrobate

#### Télévision

##### Téléfilms
- 1964 : Les Verts Pâturages

### Réalisateur

#### Cinéma
- 1975 : La machette et le marteau

### Scénarios
- La Virée, avec Jean-Pierre Bastid
- Éloge d'un monstre, avec Jean-Pierre Bastid
- Carrefour barbes, avec D. Pratt
- Odyssée obscure, avec Jean-Pierre Bastid et Sam Cambio

## Théâtre
Comédien
- Les Verts Pâturages, mis en scène par Jean-Christophe Averty
- Jean le fou, mis en scène par I. Seck et J. Clancy
- La Tribu de H. Sidney, mis en scène par Hermantier
- Les Négriers, mis en scène par Med Hondo
- Qui qui qui sera mangé, mis en scène par Eduardo Manet
- Ubu roi, mis en scène par J.P. Romfard

Réalisateur technique
- 1981 : La Môme vert-de-gris, mis en scène par Jean-Pierre Bastid